# 強棘麗體魚
強棘麗體魚，為輻鰭魚綱鱸形目隆頭魚亞目慈鯛科的其中一種，分布於中美洲墨西哥San Bulha流域，體長可達12.2公分，棲息在溪流中底層水域，生活習性不明。